# ガラガラヘビ属
ガラガラヘビ属（ガラガラヘビぞく、Crotalus）は、有鱗目クサリヘビ科に属する属。有毒である。マムシ亜科の模式属。日本における特定動物。

## 分布
北アメリカ大陸、南アメリカ大陸

## 形態
最大種はヒガシダイヤガラガラヘビで最大全長2.4m。尾の先端に脱皮殻が積み重なり、古くなると抜け落ちる。

### 毒
毒は主に出血毒だが、モハベガラガラヘビなどの一部の強毒種は非常に強い神経毒を持つ。

## 生態

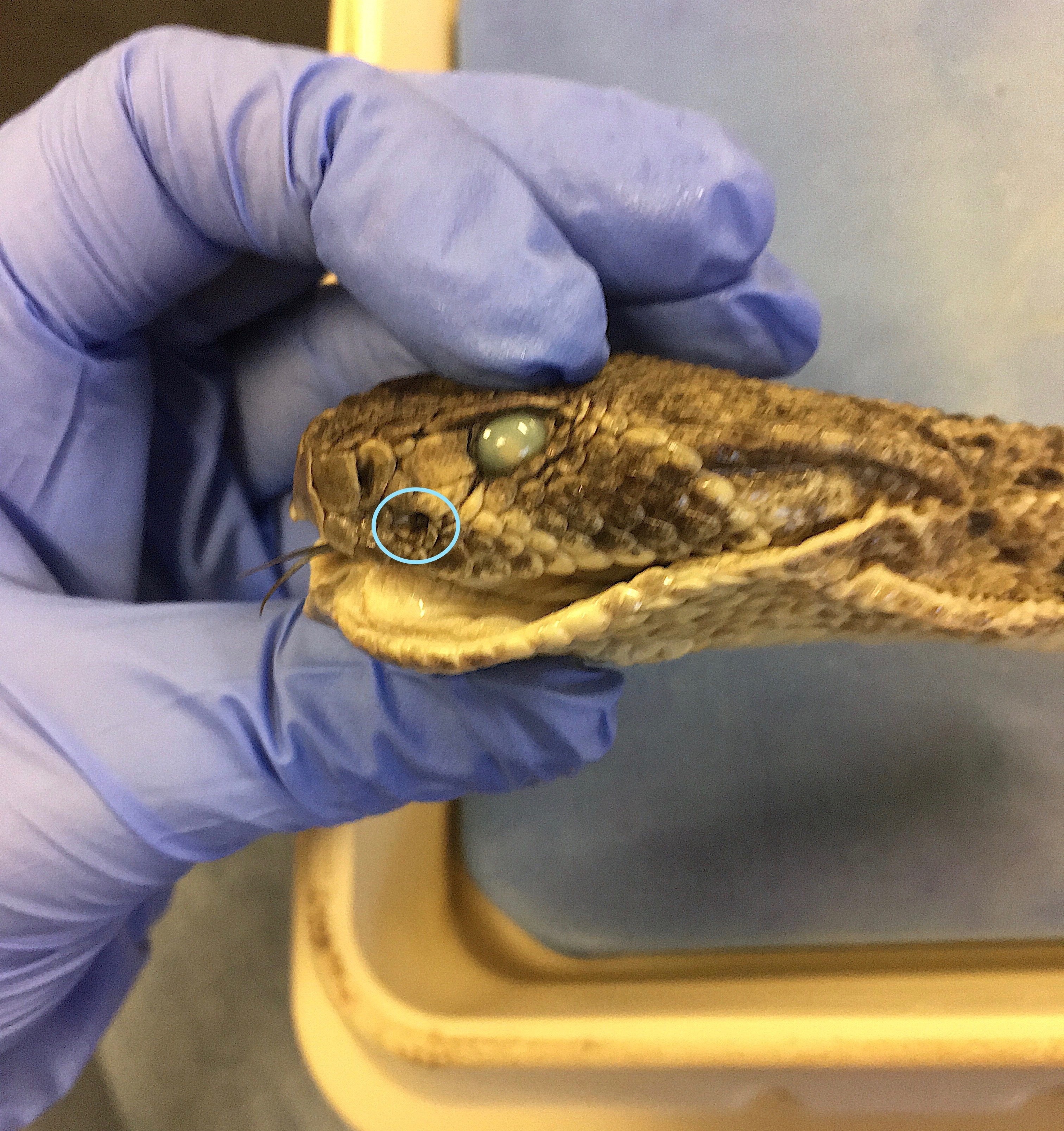
ガラガラヘビのピット器官

草原、森林、砂漠等の様々な環境に生息する。危険を感じると脱皮殻の積み重なった尾を激しく振るわせて音を出し、威嚇する。尾が赤ちゃんをあやすがらがらのように見え、音を立てることが和名や英名（rattlesnake）の由来。
食性は動物食で、爬虫類、鳥類、小型哺乳類等を食べる。天敵は大型のトカゲやワシ、キングヘビ等。但し成体が襲われる事は殆どない。
繁殖形態は卵胎生で、幼蛇を産む。

## 分類
- Crotalus adamanteus　ヒガシダイヤガラガラヘビ　Eastern diamondback rattlesnake
- Crotalus aquilus　Queretaran dusky rattlesnake
- Crotalus atrox　ニシダイヤガラガラヘビ　Western diamondback rattlesnake
- Crotalus basiliscus　メキシコガラガラヘビ　Mexican west coast rattlesnake
- Crotalus catalinensis　カタリナガラガラヘビ　Santa Catalina Island rattlesnake
- Crotalus cerastes　ヨコバイガラガラヘビ（別名：サイドワインダー）　Sidewinder
- Crotalus durissus　ミナミガラガラヘビ　South American rattlesnake
- Crotalus enyo　バハガラガラヘビ　Baja California rattlesnake
- Crotalus exsul　セドロスガラガラヘビ
- Crotalus horridus　シンリンガラガラヘビ　Timber rattlesnake
- Crotalus intermedius　Mexican small-headed rattlesnake
- Crotalus lannomi　アウトランガラガラヘビ　Autlán rattlesnake
- Crotalus lepidus　イワガラガラヘビ　Rock rattlesnake
- Crotalus mitchelli　シモフリガラガラヘビ　Speckled rattlesnake
- Crotalus molossus　クロオガラガラヘビ　Black-tailed rattlesnake
- Crotalus oreganus　オレゴンガラガラヘビ　Western rattlesnake
- Crotalus polystictus　ヤジリガラガラヘビ　Mexican lance-headed rattlesnake
- Crotalus pricei　プライスガラガラヘビ　Twin-spotted rattlesnake
- Crotalus pusillus　Tancitaran dusky rattlesnake
- Crotalus ruber アカダイヤガラガラヘビ　Red diamond rattlesnake
- Crotalus scutulatus　モハベガラガラヘビ　Mohave rattlesnake
- Crotalus simus　ネッタイガラガラヘビ　Central American rattlesnake
- Crotalus stejnegeri　ナガオガラガラヘビ　Long-tailed rattlesnake
- Crotalus tigris　トラフガラガラヘビ　Tiger rattlesnake
- Crotalus tortugensis　トルトゥーガラガラヘビ　Tortuga Island diamond rattlesnake
- Crotalus totonacus　トトナカガラガラヘビ　Totonacan rattlesnake
- Crotalus transversus　Cross-banded mountain rattlesnake
- Crotalus triseriatus　ホノグレガラガラヘビ　Mexican dusky rattlesnake
- Crotalus unicolor　アルーバガラガラヘビ（ミナミガラガラヘビの亜種とする説もあり）　Aruba rattlesnake
- Crotalus vegrandis　ウラコアガラガラヘビ（ミナミガラガラヘビの亜種とする説もあり）　Uracoan rattlesnake
- Crotalus viridis　セイブガラガラヘビ　Prairie rattlesnake
- Crotalus willardi　ソリハナガラガラヘビ　Ridge-nosed rattlesnake

## 人間との関係

アメリカ軍の国籍旗（2002–2019）

ガズデン旗

北米を代表する毒蛇として恐れられているが、開発による生息地の破壊や、毒蛇として（加えて娯楽として）の捕獲や駆除等により生息数が減少している種もいる。
アメリカ独立戦争時に用いられていた国籍旗は、赤白13本の横縞を背景としてガラガラヘビの下に「DON'T TREAD ON ME（俺を踏みつけるな＝自由を踏み躙るな）」と書かれた、通称「ファースト・ネイビー・ジャック（First Navy Jack）」を採用していた。同旗は、1975年から1976年の建国200周年記念祭の時に期間限定で用いられたほか、2002年から2019年にかけての期間も採用されていた。民間用でも、「ガズデン旗」と呼ばれる、これとよく似たガラガラヘビをあしらった旗が用いられている。またアメリカ軍は、ヨコバイガラガラヘビにちなんで名づけられた空対空ミサイル「サイドワインダー」を配備している。
1958年以来、アメリカのテキサス州スウィートウォーター市では、毎年春に銃や毒、巣穴にガソリンを入れて火を付けたり、あらゆる手段を使ってガラガラヘビを捕まえるガラガラヘビ狩り祭りが開催される。集められたガラガラヘビは、会場にて調理され振舞われ、皮はコレクターへ販売や皮革商品に加工される。